# Ochsengalle
Ochsengalle (lateinisch Fel tauri, Fel taurinum oder Bilis bovis) wird aus der Galle von Rindern gewonnen, ist grüngelblich und pulverförmig oder flüssig.
Sie dient als Netzmittel, das den Farbfluss auf Papieren oder Pergament steigert und zum Entfetten von Untergründen beiträgt. Ebenso wird sie als Reinigungsmittel eingesetzt, z. B. in Form der Gallseife.
Daneben wird sie gelegentlich bei Gelbsucht, Gallensteinleiden, mangelhafter Gallenabsonderung und Zuckerkrankheit verabreicht. Ochsengalle soll dabei die Gallenabscheidung, die Darmresorption und Darmbewegung erhöhen. Ochsengalle hemmt das Wachstum grampositiver Bakterien. Sie ist deswegen Bestandteil des TCBS-Agar, der zur selektiven Vermehrung von Krankheitserregern der Gattung Vibrio verwendet wird. Diesen Effekt macht man sich auch bei der Bekämpfung des Dornenkronenseesterns im australischen Barrier-Riff zunutze. Eine Ochsengalle enthaltende TCBS-Agar-Lösung wird in die Seesterne injiziert und führt innerhalb kurzer Zeit zu einer tödlichen Erkrankung.
Im Mittelalter war Ochsengalle auch ein Grundstoff (Bitterstoff) für die Bierherstellung. Entgegen vereinzelter Darstellungen war Rindergalle jedoch nie Bestandteil in der DDR gebrauter Biere.